# Medida por Medida

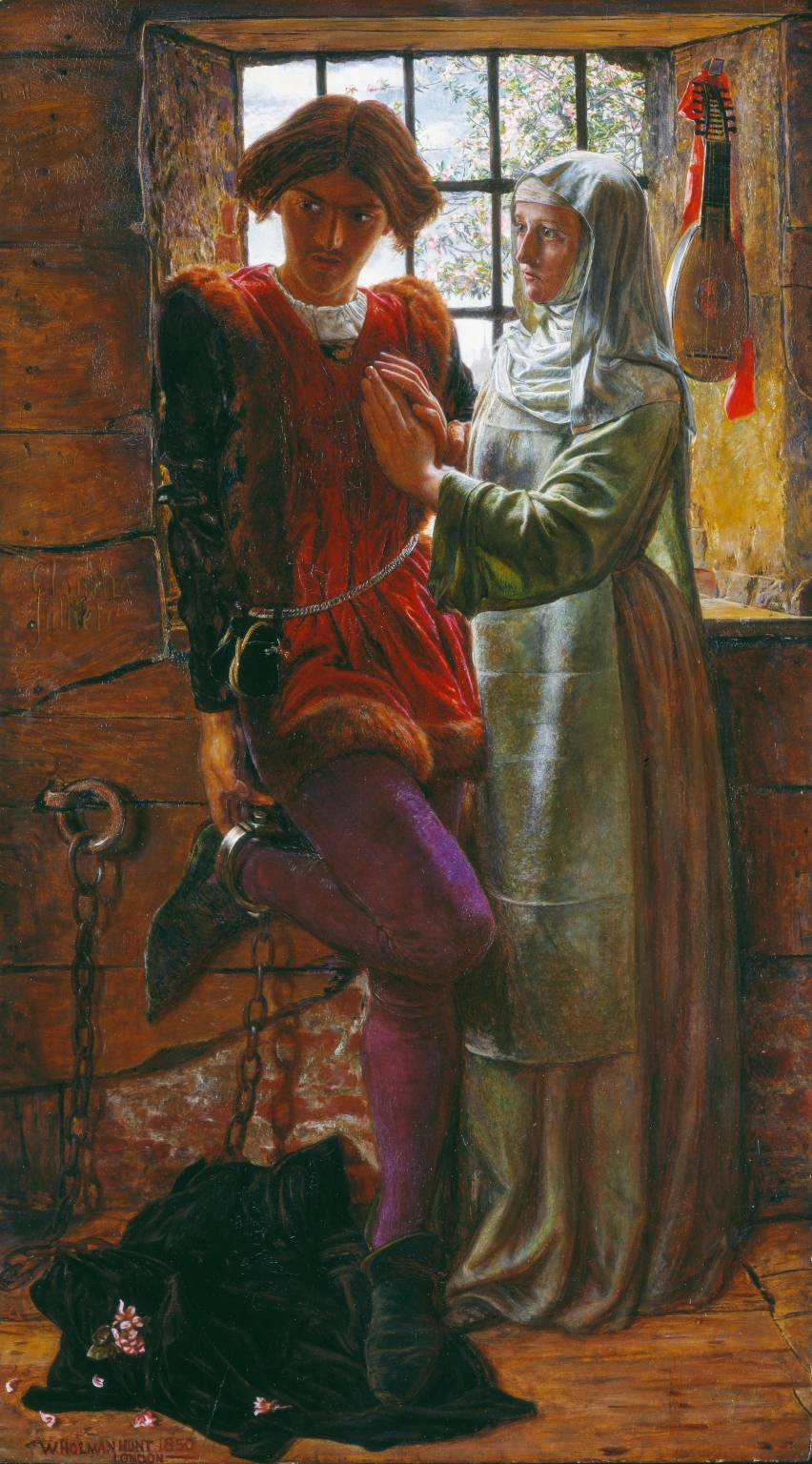
Claúdio na prisão sendo visitado por Isabella, personagens da comédia "Medida por Medida"

Medida por Medida (Measure for Measure, no original) é uma comédia de autoria de William Shakespeare.
Teve como fonte a peça Promos and Cassandra e a novela Heptameron of Civil Discourses, ambas de George Whetstone, embora apresente muitas modificações.
Foi apresentada pela primeira vez em 1604, perante a corte de Jaime I. Foi uma das peças teatrais mais admiradas naquela época tendo como má apreciação da nobreza que atirava coisas contra os personagens durante as peças teatrais. Naturalmente poderia acontecer se esta fizesse parte do grupo de opositores ao regime que lhes estava a ser imposto pois o seu guião estaria permeado pela propaganda política do rei. O que é pertinente uma vez que ele era o patrono da companhia de Shakespeare desde o ano anterior, em 1603, conferindo ao seu teatro um papel importante na veiculação das ideias religiosas e políticas jacobitas.